# Convention montagnarde
Pour les articles homonymes, voir République montagnarde.
 (novembre 2020).
Si vous disposez d'ouvrages ou d'articles de référence ou si vous connaissez des sites web de qualité traitant du thème abordé ici, merci de compléter l'article en donnant les références utiles à sa vérifiabilité et en les liant à la section « Notes et références ».
En France, la Convention montagnarde, du 24 juin 1793 au 9 thermidor an II (27 juillet 1794), est la deuxième période de l'histoire de la Convention nationale dominée par les Montagnards après l'éviction des Girondins. La Convention nationale a été mise en place du 21 septembre 1792 au 26 octobre 1795, son rôle est avant tout d'édifier une nouvelle constitution. C'est la première assemblée révolutionnaire issue du suffrage universel. Elle est partagée en 3 groupes : la Gironde, la Montagne et la Plaine. Les Montagnards vont alors voter une constitution, c’est la Constitution de l'an I.

## La République en péril

### Une constitution démocratique mais jamais appliquée
Malgré la proclamation d'une Constitution très démocratique (Constitution de l'an I, 1793), les députés montagnards, sous la pression de circonstances dramatiques — insurrections fédéralistes, guerre de Vendée, échecs militaires, aggravation de la situation économique — décident d'instaurer un État d'exception révolutionnaire dont le pouvoir exécutif est exercé par le Comité de salut public et le Comité de sûreté générale. L’essentiel du pouvoir est confié à une assemblée élue au suffrage universel direct. Cela donne naissance à une nouvelle déclaration des droits de l’homme et du citoyen, garantissant des droits économiques et sociaux. Toutefois, elle ne sera jamais appliquée puisque les Montagnards repoussent son application. Pour eux, elle ne peut être mise en place avant d’avoir sauvé la République. Dès lors, elle est menacée.

### Les insurrections de l'été 1793
La situation devient alors très difficile. Désormais, les frontières sont menacées de toutes parts par les armées étrangères. De plus, l’insurrection vendéenne s’étend. De par la chute des Girondins, on assiste à la naissance d’une nouvelle insurrection. Celle-ci est menée par des partisans des Girondins opposés au pouvoir exercé depuis la capitale par la Convention dont ils ne reconnaissent plus l'autorité, hostiles à l'influence des sans-culottes parisiens et aux Montagnards. De nombreuses villes s'insurgent, ce dont profitent certains royalistes.
Deux décrets rendus par la Convention, le 26 juin, tous les deux d'une importance extrême, étaient demeurés inexécutés. Le premier convoquait, du 5 au 14 juillet, les citoyens réunis en assemblées primaires pour délibérer sur le projet de Constitution qui lui était annexé ; tandis que le second enjoignait aux administrateurs des départements qui auraient fédéralisé, de se rétracter dans les trois jours sous peine d'être déclarés « traîtres à la patrie ». Les commissaires voulurent attendre encore avant de les publier. Le soulèvement général des populations escompté un instant avait échoué. Dès lors, la Constitution du 6 messidor an I paraissait devoir être acceptée partout.

### La mort de Marat

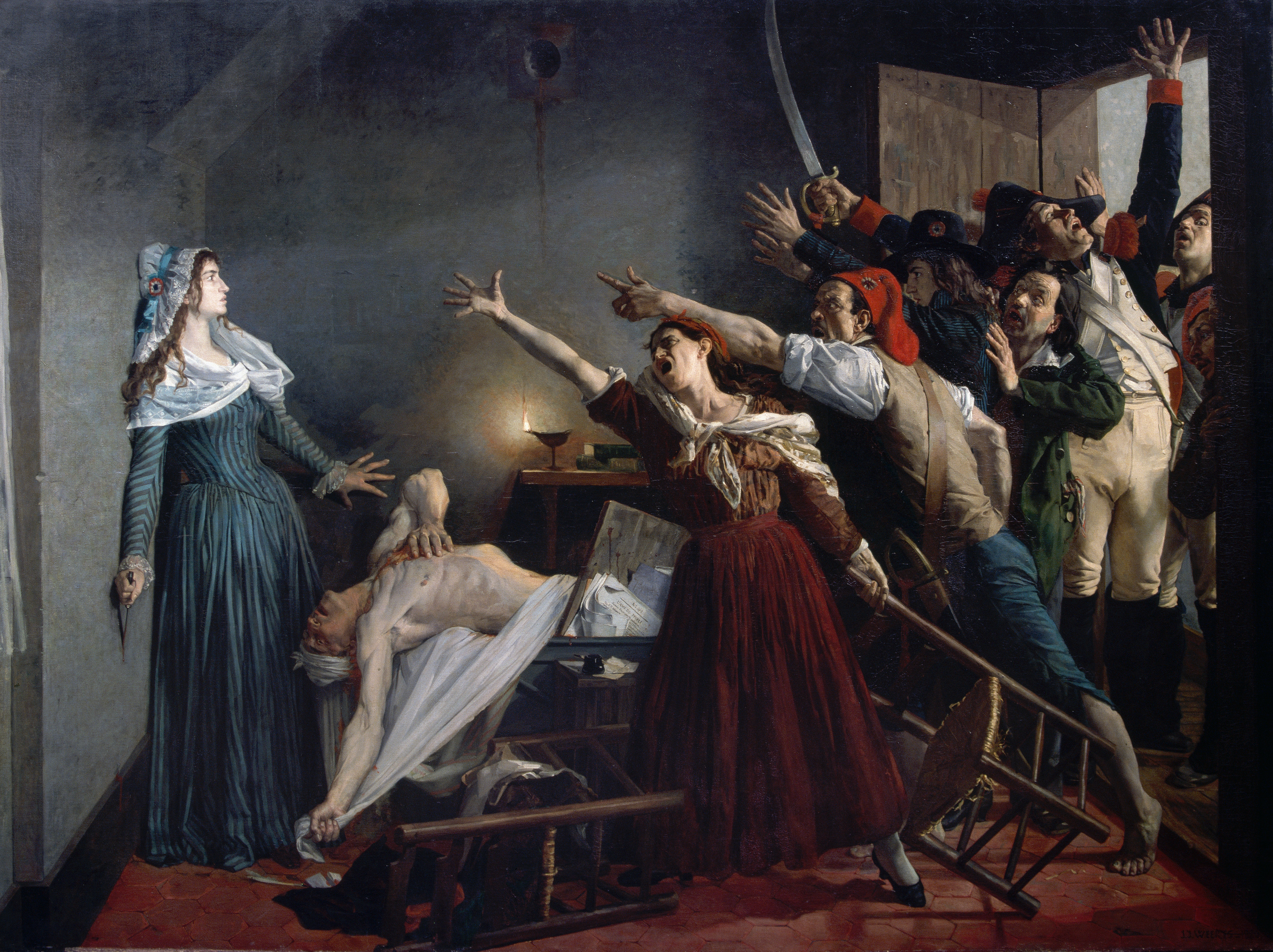
L'Assassinat de Marat, toile de Jean-Joseph Weerts, 1880.

Le 13 juillet 1793, la jeune normande Charlotte Corday assassine Marat qui devient un véritable martyr vénéré par les révolutionnaires.

## Le gouvernement révolutionnaire

### Mise en place
Par le décret du 10 octobre 1793, la Convention confie des pouvoirs exceptionnels à un gouvernement révolutionnaire ou de salut public jusqu’à la paix (moment où il n’y aura plus aucun danger). C’est un gouvernement provisoire et d’exception au nom de l’intérêt public.

### Les institutions et leur fonctionnement
Le Comité de salut public est la commission la plus importante ; c’est elle qui « dirige le pays » dans différents domaines tels que l’économie, la politique, les milieux diplomatique et militaire. Il dépend de la Convention nationale qui est chargée de nommer, tous les mois, les membres du Comité. Ce sont pratiquement toujours les mêmes, dont Robespierre, Saint-Just et Couthon.
Le Comité de sûreté générale correspond à la police. Il a pour fonction de maintenir l’ordre, d’arrêter les suspects et de les envoyer au tribunal révolutionnaire où ils sont jugés sans appel. Ses membres sont nommés par la Convention nationale. Le tribunal révolutionnaire est le principal tribunal d’exception siégeant à Paris. On y prend des mesures telles que la guillotine. Cela permet d’avoir des procédures très rapides. Cette justice est expéditive, aucune garantie n’est respectée.
Le pouvoir concentré à Paris est relayé en province par des représentants en mission et par des comités révolutionnaires, des comités de surveillance organisés par les sans-culottes. C’est un système centralisateur et répressif dans les mains d’un groupe qui agit par la force, la peur, la répression, ce qui aboutit finalement à une dictature contraire à la Constitution de l’an I. Les comités révolutionnaires et les comités de surveillance sont composés de nombreux sans-culottes qui se montrent très présents. Un comité révolutionnaire par commune délivre des certificats de civisme aux bons citoyens, partisans de la révolution. Il est chargé de repérer les suspects, de les arrêter et de surveiller le peuple.

## La période dite de la«Terreur»ou de l'état d'exception
Si la Terreur n'est jamais mise à l'ordre du jour de la Convention nationale, des sans-culottes l'exigent à plusieurs reprises. Toutefois, cette option est rejetée par les conventionnels qui souhaitent contrôler le mouvement révolutionnaire parisien. Selon l'historien Jean-Clément Martin il n'y a pas eu de « système de la Terreur » mis en place par la Convention entre 1793 et 1794.
Les mesures d'exception politique sont renforcées avec des mesures économiques dirigistes furent décidées afin d'enrayer la crise (loi sur l'accaparement, loi du maximum général, taxation du prix des grains). La levée en masse, l'instauration d'un véritable service militaire obligatoire, la mobilisation de toutes les énergies en faveur d'une véritable économie de guerre (la recherche du salpêtre pour la poudre, la mobilisation des savants, le remplacement des généraux incompétents, traîtres ou récalcitrants à adopter la stratégie offensive du Comité de salut public, remplacés par de jeunes officiers issus des rangs et clairement républicains, parmi lesquels Hoche, Jourdan, Marceau, mais aussi Pichegru ou Bonaparte) assurèrent des victoires décisives aux républicains. Mais les dissensions entre les Montagnards ne tardèrent pas à apparaître.
Cette période se révèle très meurtrière. On dénombre environ :
- 17 000 condamnations à mort légales, dont 3 000 par le tribunal révolutionnaire  ;
- 17 000 condamnations sommaires  ;
- 150 000 victimes de la guerre de Vendée .

De plus, la répression est totale envers les ennemis de la république, elle touche alors toutes les classes sociales. On dénote cependant des inégalités géographiques.
Malgré tout, on peut dire qu’à la fin de l’année 1793, la France se redresse :
- les ennemis extérieurs sont repoussés jusqu’aux frontières  ;
- les révoltés fédéralistes et royalistes sont réprimés, Lyon et Toulouse sont à nouveau aux mains du gouvernement  ;
- l'insurrection vendéenne s’éteint en décembre près de Nantes  ;
- la famine est évitée.

### La répression religieuse
Les prêtres réfractaires sont arrêtés et guillotinés pour la plupart. En septembre on crée un nouveau calendrier, le fameux « calendrier révolutionnaire ». Il fait disparaître les saints et les fêtes chrétiennes pour les remplacer par des noms de fleurs, de fruits. En novembre 1793, on ordonne la fermeture des églises et de tous les temples : toutes les religions sont concernées.

### La loi des suspects
La loi des suspects est adoptée le 17 septembre 1793, qui permet des arrestations plus nombreuses et plus simples. On assiste alors à une vague d’arrestations de toutes classes sociales.

### Le maximum
Par ailleurs, afin de mettre un terme à la crise économique qui frappait le pays depuis 1789, la Convention décida de mettre en place des mesures d'exception économique : le 26 juillet 1793, les profiteurs qui recelaient des denrées afin de les vendre plus cher étaient punis de mort. La loi du maximum, datant du 29 septembre 1793, fixe les prix de trente-huit denrées ainsi que le prix des salaires.

### La levée en masse
Par le décret d’août 1793, une levée en masse mobilise toute la population. Les célibataires sont enrôlés pour le combat, d’autres pour les armes, le travail, la réquisition, pour que l’armée soit forte et solide.

### Dissolution des clubs de femmes
Le 30 octobre 1793, la Convention dissout la Société des républicaines révolutionnaires et interdit tout groupe ou club exclusivement féminin .

## Apogée et déclin de la Montagne

### La division montagnarde
Après avoir tenté une politique d'équilibre entre les factions, le Comité de salut public, dominé par la figure de Maximilien de Robespierre, très populaire parmi le peuple, décida l'élimination des Hébertistes (ultra-révolutionnaires), puis des Indulgents (modérés dirigés par Georges Danton), qui menaçaient le gouvernement révolutionnaire. Reprenant peu à peu le contrôle du pays, après l'anarchie qui avait prévalu lors de la guerre civile de 1793 et favorisé le développement d'une violence incontrôlée, le gouvernement révolutionnaire tenta d'asseoir la République en instaurant une classe de petits propriétaires (loi sur le partage des communaux, décrets de ventôse) et une morale républicaine (institutions civiles, projets d'éducation du peuple).
Cependant, la lassitude des députés modérés de la Convention désireux d'abandonner le gouvernement révolutionnaire pour revenir au régime constitutionnel et à une politique économique libérale (la victoire de Fleurus écartant la menace d'une invasion de la France et ne justifiant plus, à leurs yeux, le maintien de mesures d'exception) et le conflit entre le Comité de sûreté générale et le Comité de salut public amenèrent la chute de Robespierre et de ses amis, le 9 thermidor an II (27 juillet 1794).

### Abolition de l’esclavage
Le 16 pluviôse an II (4 février 1794), prolongeant l’initiative prise par Sonthonax à Saint-Domingue le 29 août 1793, la Convention décrète l’abolition de l’esclavage. Trois députés de la partie nord de la colonie entrent à la Convention Dufay, Mills, Belley. L’application de ce décret restera très partielle, jusqu’au rétablissement de l’esclavage en 1802 à l’instigation de Napoléon Bonaparte : en plus de Saint-Domingue partie nord, la partie sud de la colonie émancipée par Polverel le 21 septembre 1793, la Guadeloupe, la Guyane et une année Sainte-Lucie (mars 1795-mars 1796).

### Loi de prairial
La loi du 22 prairial an II (10 juin 1794) est instaurée par le Comité du salut public, qui supprime des garanties de justice (témoins et avocats notamment). Face à une justice toujours plus expéditive, le nombre d'arrestations augmente à Paris.

### Culte de l'être suprême
Robespierre défend la mise en place du culte et la fête de l’« Être suprême », ce qui est critiqué par ses détracteurs qui l’accusent d'une prise de pouvoir personnelle.

### La chute de Robespierre
Depuis un certain temps son autorité est remise en cause par la Convention et le Comité de salut public. Le gouvernement révolutionnaire ne semble plus nécessaire et le culte de la personnalité qui lui est réservé est fortement critiqué. Sa dernière erreur demeurera dans le discours du 8 thermidor, c’est-à-dire le 26 juillet. Lors de ce discours, prononcé à la Convention, Robespierre fait peur à son propre peuple : il menace la Convention et les comités d’une nouvelle épuration. Un complot est alors organisé contre Robespierre. Des Montagnards, Fouché et Barras se sentant visés, influencent les députés de la Plaine de sorte que la Convention vote l’arrestation de Robespierre, et de ses amis. Il est accusé d’être un dictateur d’opinion le 9 thermidor, c’est-à-dire le 27 juillet. Les sans-culottes font preuve de résistance tout de même. Le 10 thermidor, ils sont guillotinés. Ouvert dès l'automne 1792, le conflit entre la « gauche » et la « droite » de l'Assemblée ne s'arrête ni au 2 juin 1793 avec l'exclusion de la Gironde, ni au 9 Thermidor, date de la mort de Robespierre, mais plutôt avec les insurrections ratées de germinal et de prairial pendant lesquelles la majorité des Montagnards furent éliminés.

### Citation
« Qui voyait l'Assemblée ne songeait plus à la salle. Qui voyait le drame ne pensait plus au théâtre. Rien de plus difforme et de plus sublime. Un tas de héros, un troupeau de lâches. Des fauves sur une montagne, des reptiles dans le marais. À droite, la Gironde, légion de penseurs ; à gauche, la Montagne, un groupe d'athlètes. »

— Victor Hugo dans Quatrevingt-treize